# Szokup Lajos
Szokup Lajos (Parád, 1920. – 2017. február 15.) magyar üvegipari szakember, szakpolitikus. Tizenöt éven keresztül dolgozott iparági miniszterhelyettesként, majd bő egy évtizeden át az orosházi üveggyár vezérigazgatója volt; nagyrészt neki köszönhető, hogy Orosháza évtizedekre a hazai üveggyártás egyik fellegvárává vált.

## Élete
Parádon született, 1920-ban, mátrai munkáscsaládban; apja üvegfúvó volt. Hat elemi osztályt végzett, majd apja foglalkozását tanulta ki. Már 1930-tól a Parádi Üveggyárban dolgozott tanulóként, majd 1940-ben segédlevelet szerzett. 1940-1941 közt a Sajószentpéteri Üveggyárban dolgozott. 1944. októberétől 1945. márciuséig katona volt. A második világháború után, 1945-ben belépett a Magyar Kommunista Pártba és visszatért a Parádi Üveggyárba, ahol beválasztották az üzemi bizottságba.
A következő években Parádon a nemzeti bizottság tagjaként és a Magyar Demokratikus Ifjúsági Szövetség (MADISZ) helyi szervezőjeként tevékenykedett, s közben elvégzett egy három hónapos szakszervezeti iskolát is, ami után, 1948-ban kinevezték az üzeme igazgatójává. 1949-től 1951-ig a Gazdasági és Műszaki Akadémia építőanyag-ipari szakán tanult, majd a Könnyűipari Minisztériumban lett főosztályvezető.
1952-ben az Építőanyag-ipari Minisztériumhoz került, majd még az év decemberétől a Minisztertanács Hivatalához nevezték ki építőanyag-ipari előadónak. 1953-ban az Építésügyi Minisztérium Üvegipari Igazgatóságának vezetésével bízták meg; 1953 decemberétől pedig építésügyi miniszterhelyettes lett, e megbízatása alól csak másfél évtizeddel később, 1968-ban mentették fel.
Egyike volt azoknak, akik sokat tettek annak érdekében, hogy a magyarországi üveggyártás egyik központja a korábban e célra kiszemelt Celldömölk helyett Orosházára kerüljön. Ehhez figyelembe vette azt is, hogy a dél-alföldi város térségében feltárt földgáz jóval gazdaságosabb lehetőséget biztosított az üveggyártásnak, mint amilyen adottságok a Nyugat-Dunántúlon akkor rendelkezésre álltak. [Celldömölkön a tervezett üveggyár csak kőolaj alapú üzemeltetéssel működhetett volna.] Az ezzel kapcsolatos egyeztetéseken kiállt a település adta lehetőségek mellett, s javarészt ennek köszönhetően került Békés megyébe az új üzem, melynek alapkövét 1961. május 1-én tették le Orosházán. 1968 és 1979 között az így létrejött Üvegipari Művek vezérigazgatói tisztségét is betöltötte.
2017 februárjában hunyt el, szívinfarktusban, 97 évesen; utolsó útjára 2017. május 8-án kísérték a parádsasvári temetőben.

## Elismerései
- Orosháza Városért Díj